# Zhang Chunqiao

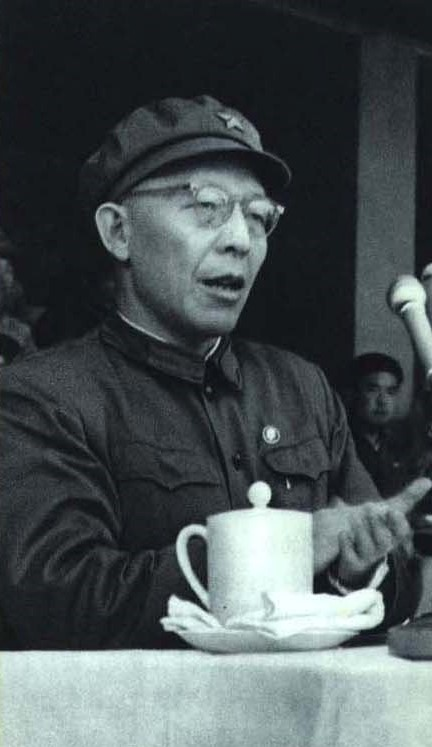
Zhang Chunqiao, 1967

Zhang Chunqiao (chinesisch 張春橋 / 张春桥, Pinyin Zhāng Chūnqiáo, IPA (hochchinesisch) [tʂɑ́ŋ tʂʰúntɕʰjɑ̌ʊ], W.-G. Chang Ch'un-chiao; * 1. Februar 1917 in Heze, Republik China; † 21. April 2005 in Jiangyin, Volksrepublik China) war ein Spitzenpolitiker in der Volksrepublik China während der Kulturrevolution. Zusammen mit Mao Zedongs Ehefrau Jiang Qing, Yao Wenyuan und Wang Hongwen gehörte er zur so genannten Viererbande.

## Biografie
In den 1930er Jahren war Zhang Chunqiao als Schriftsteller in Shanghai tätig. Nach der Yan’an-Konferenz von 1938 trat er der Kommunistischen Partei Chinas bei. Nach der Gründung der Volksrepublik China wurde er mit der Herausgabe der Befreiungszeitung (解放日报 Jiefang Ribao) betraut. Er wurde dabei mit Jiang Qing bekannt und half ihr die Kulturrevolution zu starten. 1966 war er Parteisekretär von Shanghai. 1967 organisierte er die Shanghaier Kommune und wurde 1973 in den Ständigen Ausschuss des Politbüros gewählt. 1975 erreichte Zhang den Höhepunkt seiner Macht, als er zum stellvertretenden Ministerpräsidenten ernannt wurde. Doch bereits ein Jahr später, im Jahr 1976, wurde er beim Fall der Viererbande verhaftet und 1981 zum Tod verurteilt. Diese Strafe wurde zwei Jahre später in lebenslange Haft umgewandelt.
1998 wurde Zhang Chunqiao aus medizinischen Gründen aus der Haft entlassen. Danach lebte er unter Überwachung in Jiangyin (Provinz Jiangsu) und starb 2005 an den Folgen eines Leberleidens.

## Veröffentlichungen
- Dschang Tschun-tjiao: Zur allseitigen Diktatur über die Bourgeoisie. Verlag für fremdsprachige Literatur, Peking 1975
- Dschang Tschun-tjiao: Bericht über die Abänderung der Verfassung. (in: Die Verfassung der Volksrepublik China./Dokumente der 1. Tagung des IV. Nationalen Volkskongresses der Volksrepublik China. Verlag für fremdsprachige Literatur, Peking 1975)
- 张春桥狱中家书 Zhang Chunqiao yuzhong jia shu (Zhang Chunqiaos Briefe aus dem Gefängnis an seine Familie), Chinese University Press, Hong Kong 2015